# Montfermier
Montfermier é uma comuna francesa na região administrativa de Occitânia, no departamento de Tarn-et-Garonne. Estende-se por uma área de 6,55 km². Em 2010 a comuna tinha 108 habitantes (densidade: 16,5 hab./km²).